# 2015年サーブ・エア エアバスA310着陸失敗事故
2015年サーブ・エア エアバスA310着陸失敗事故（2015ねんサーブ・エア エアバス A310ちゃくりくしっぱいじこ）は、2015年12月24日 に発生した航空事故である。ルブンバシ国際空港発ムブジマイ空港行きだったサーブ・エアの貨物便（ エアバス A310-304F）がムブジマイ空港への着陸時に滑走路をオーバーランした。乗員5人は全員無事だったが地上の8人が死亡し、9人が負傷した。

## 飛行の概要

### 事故機
事故機の エアバス A310-304（9Q-CVH）は1986年3月に初飛行を行い、同年5月にエア・インディアへVT-EJIとして納入された。2008年4月に貨物機へ改修され、2013年にサーブ・エアが購入した。
また、事故機は2006年8月28日にケニアのナイロビで離陸中止時にタイヤのが全て破裂するという出来事に巻き込まれていた。

### 航空会社
サーブ・エアはコンゴに拠点を置く貨物航空会社である。元々はサービス・エアとして設立された。2006年3月22日にEU域内への飛行を禁止された。2015年6月に会社名をサーブ・エアへ名称を変更した。この事故は、同社が起こした死亡事故としては最悪のものである。

## 事故の経緯
現地時間16時30分に、A310はムブジマイ空港の滑走路17に着陸した。目撃者の証言によると、事故機は既に2回着陸復航を行っており、3度目の着陸で滑走路の中央付近に接地した。しかし、機体は滑走路内で停止せず、住宅地に突っ込んだ。これにより、数軒の家が破壊され、機体も大きく損傷したが、乗員5人は全員が無事だった。しかし、地上の8人が死亡し、9人が負傷した。機体は最終的に滑走路から500メートル (1,600 ft)ほどの地点で停止した。パイロット達は、州知事に対して原因はブレーキの故障であると話した。
地元のメディアは、事故当時に雨が降っており、視界はほぼ無かったと報道した。

## 事故調査

### 事故調査
コンゴの事故調査委員会が調査を開始した。
事故翌日、州知事は地上での死者は7人が女性で、1人が少年だったと発表した。また、オーバーランは滑走路の問題によるものではなく、天候が原因であると述べた。

### 空港の安全性
ムブジマイ空港の滑走路については以前から安全性への懸念があった。
2015年8月19日、コロンゴ航空のボーイング737-300が離陸する際に、滑走路のターマックスラブが水平安定板に衝突するという事故が起きた。
コンゴ・エアウェイズは、12月8日に滑走路の安全性について懸念があるとしてムブジマイへの飛行を取り止めた。
コンゴ当局は、12月20日に滑走路を調査し、ムブジマイ空港の滑走路は古くなっているが実用的であるとのべた。